# Geometrina minor
Geometrina minor là một loài bướm đêm trong họ Geometridae.